# إمبراير فينوم 100
إمبراير فينوم 100 (بالإنجليزية: Embraer Phenom 100)‏ هي طائرة خفيفة أنتجت في 2007 بالبرازيل. من صناعة إمبراير. كان أول طيران لها في 26 يوليو 2007. ومازالت في الخدمة حتى الآن. صنع منها 269 طائرة، وسعر الطائرة الواحدة منها هو 4.4 مليون دولار.